# Khmer Krom

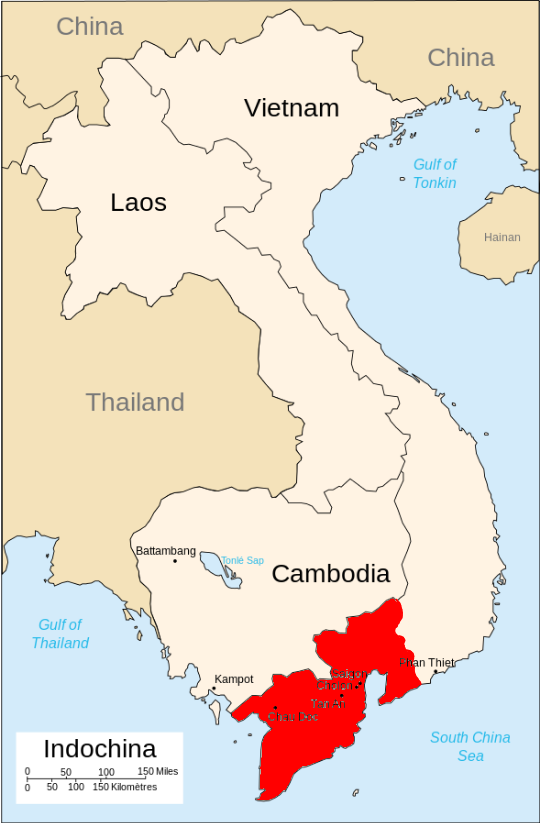
Karte des historischen Gebiets Kampuchea Krom

Als Khmer Krom (Khmer: ជនជាតិខ្មែរក្រោម Chónchéat Khmê Kraôm, Vietnamesisch Khơ-me Crộm, Khơ-me hạ oder Khơ-me dưới) wird die Khmer (ខ្មែរ) Minderheit in Vietnam genannt.
Krom (ក្រោម, Kraôm) bedeutet „Nieder“ und dient zur Unterscheidung der Khmer in Kambodscha. Sie leben hauptsächlich im historischen Gebiet Kampuchea Krom, dem äußeren Süden von Vietnam. Kampuchea Krom កម្ពុជាក្រោម gilt als ein historisches Gebiet des alten Königreichs Angkor. Heutzutage gelten die Khmer Krom als nationale Minderheit in Vietnam. Mit offiziell 1,26 Millionen Angehörigen zählen sie zu den größeren Minderheiten in Vietnam. Andere Quellen gehen von bis zu 7 Millionen Angehörigen aus.
Seit dem Beginn des 17. Jahrhunderts drangen vietnamesische Siedler in das Gebiet des heutigen südlichen Vietnam ein. Ende des Jahrhunderts war das Gebiet Huế unterstellt. 1850 wurde das Gebiet Teil der französischen Kolonie Cochinchina. Die ursprüngliche Bevölkerung wurde immer mehr zur Minderheit. Eine französische Erhebung von 1948 schätze die Bevölkerungszahl der Khmer Krom auf rund 350.000 entsprechend 6 % der damaligen Bevölkerung von Cochinchina. Das Siedlungsgebiet konzentrierte sich auf die damaligen Provinzen Trà Vinh, Rach Gia, Sóc Trăng und Châu Đốc.
Nach dem Rückzug der Franzosen wurde Kampuchea Krom Teil von Südvietnam. Die Roten Khmer unternahmen 1977–1978 Versuche, das Gebiet zurückzuerobern. Dies führte zum Sturz der Roten Khmer durch die vietnamesische Armee im Januar 1979. Nach 1975 führte die Vietnamisierung zu Konflikten mit dem Mehrheitsvolk Vietnams. Auch heute noch wird die Sprache unterdrückt. Da die Khmer Krom dem Theravada Buddhismus anhängen, führt auch dies zu Problemen. Auch wurden viele Khmer Krom nach dem Ende des Vietnamkriegs von ihrem angestammten Land durch Kollektivierung in der Landwirtschaft vertrieben.